# Sasha Berliner

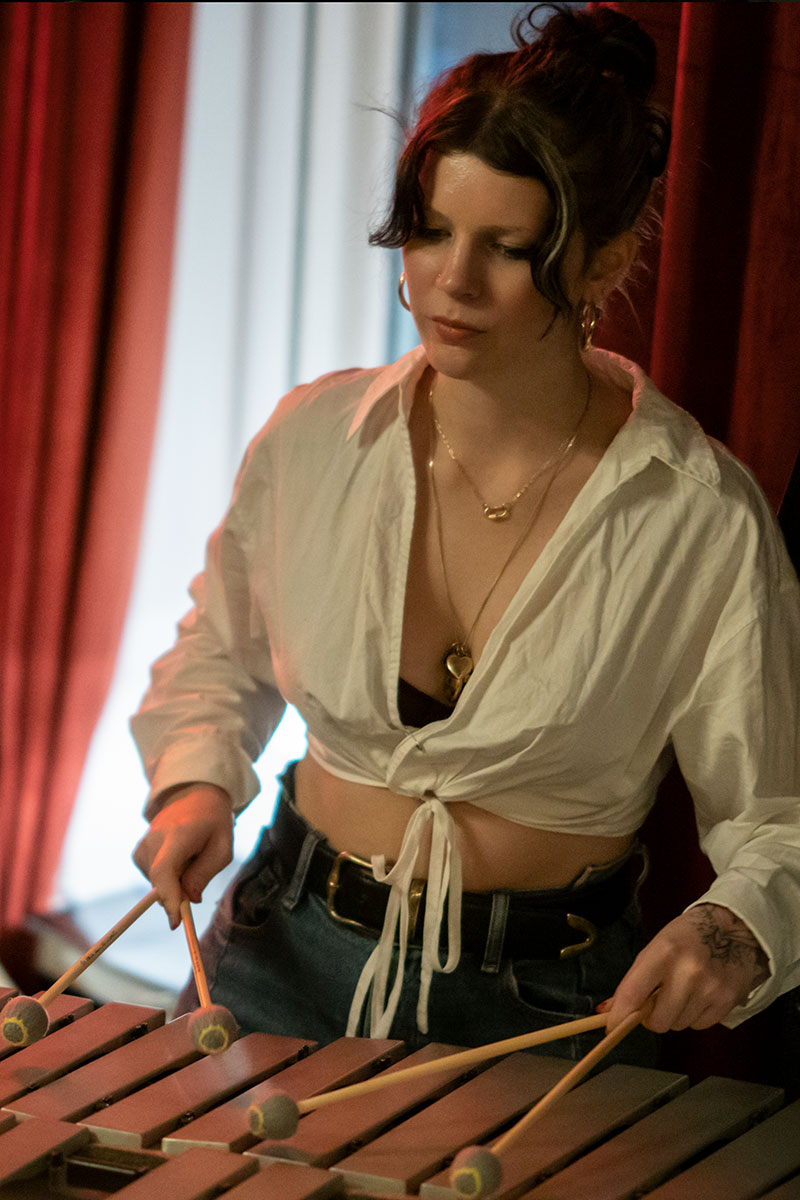
Sasha Berliner, 2023

Sasha Berliner (* 20. Juni 1998 in San Francisco, Kalifornien) ist eine amerikanische Jazzmusikerin (Vibraphon, Komposition).

## Leben und Wirken
Berliner wuchs in Oakland auf. Sie begann mit acht Jahren Schlagzeug zu lernen und spielt, seitdem sie 13 Jahre alt ist, Vibraphon. Sie wurde im SF Jazz High School All Stars Orchestra ausgebildet und absolvierte den Banff International Workshop in Jazz and Creative Music. Von 2016 bis 2018 studierte sie in New York City an der New School of Jazz and Contemporary Music. Emil Berliner, der Erfinder der Schallplatte, ist ihr Urururgroßvater.
Berliner ist seit 2018 Mitglied im Sextett von Tyshawn Sorey. Sie hat zudem mit ihrer eigenen Gruppe sowie mit Musikern wie Nicholas Payton, Ravi Coltrane, Beck, Warren Wolf und Victor Wooten gearbeitet. 2019 spielte sie auf den großen Jazzfestivals in Kanada und den Vereinigten Staaten. Sie kuratierte das SWR New Jazz Meeting 2021, wo sie mit Kalia Vandever, Matt Sewell, Max Gerl und Michael Ode in ihrer Formation Tabula Rasa arbeitete.
Berliner lehrt weiterhin an der University of California, Irvine.

## Preise und Auszeichnungen
Im Januar 2019 gewann sie den Rising Stars Jazz Award Weiterhin war sie 2019 im Leserpoll des Down Beat als bester Vibraphonist und bei der JazzTimes-Leserwahl als bester neuer Künstler nominiert. Beim Down Beat Critics Poll 2020 wurde sie Siegerin in der Kategorie Vibraphon/Rising Star.

## Diskographische Hinweise
- 2015: Gold[7]
- 2019: Azalee[8]
- 2022: Onyx (JMI Recordings)
- 2023: Sasha Berliner & Tabula Rasa: Jazz Now – SWR New Jazz Meeting 2021 (Jazzhaus)[9]
- 2025: Fantôme (Outside In Music, mit Taylor Eigsti, Harish Raghavan, Jongkuk Kim sowie David Adewumi, Rico Jones, Lex Korten)[10]